# Wołów
Pour l’article homonyme, voir Wołów (Sainte-Croix).
Wołów (en allemand Wohlau) est une ville polonaise, siège de la gmina et du powiat du même nom, en Basse-Silésie.

## Histoire
Jusqu'en 1945, Wohlau est le chef-lieu de l'arrondissement de Wohlau (de) dans le district de Breslau dans la province de Silésie.